# Elafitski otoki
Elafitski otoki (Elafiti) je skupina otokov v Dalmaciji, ki ležijo zahodno od Dubrovnika. Največji otok v skupini je Šipan, večji otoki pa so še Lopud, Koločep in Jakljan. Med manjše otoke otočja se uvrščajo otoki Ruda, Goleč, Daksa, Crkvina, Jakljan, Kosmeč, Mišnjak, Olipa, Tajan in Sveti Andrija. nekateri k Elafitom prištevajo tudi otok Lokrum, ki leži tik pred Dubrovnikom. Najpomembnejši, a hkrati tudi najbolj oddaljen otok Elafitov je Šipan, na njem sta tudi naselji Šipanska Luka in Suđurađ. Otok Koločep je najbližji Dubrovniku, zaradi svojih borovih gozdov in svežega zraku pa je priljubljena morska destinacija. Turistično najbolj razvit otok Elafitov je otok Lopud.